# 애플 마우스
애플 마우스(Apple Mouse)는 애플에서 생산되는 마우스의 총칭이다.

## 특징
일반적인 마우스들이 버튼 2개 이상을 가지는 것과 달리, 애플의 마우스는 버튼을 1개 가지고 있다. 2005년에 마이티 마우스의 출시 이후 좌우 클릭이 지원되고 있지만, 이는 터치 센서에 의한 것으로 여전히 하드웨어 적으로는 버튼 1개로 되어있다.

## 호환성

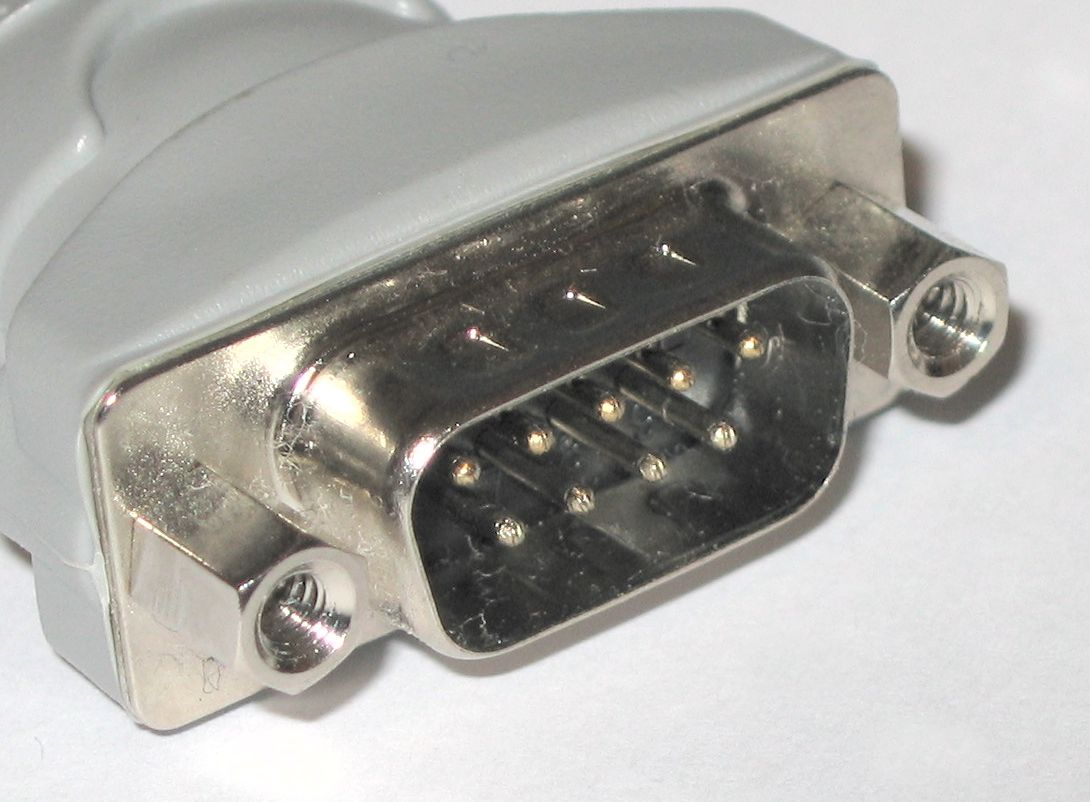
DE-9 시리얼 단자

초창기의 애플 마우스는 직교 신호를 전달하는 DE-9 방식의 직렬 포트를 사용하였다. 당시 개인용 컴퓨터는 아직 표준이 없는 초기 단계였기 때문에, 애플의 마우스는 필요에 따라 접합된이나 어댑터와 결합하는 형태로 직교 신호 마우스를 사용할 수 있는 모든 시스템에서 사용할 수 있다.
1986년 9월부터 애플 데스크탑 버스(ADB) 인터페이스를 도입했다. 일부 다른 제조업체(NeXT 등)에서는 이 ADB를 도입하여 이러한 제품들은 여러 ADB 마우스와 호환이 가능했다. 애플이 USB로 전환한 초기에는 USB-ADB 어댑터가 많이 등장하기도 하였다.
1998년부터 USB 인터페이스를 도입했으며, 애플의 USB 마우스는 거의 모든 USB 장착 기기와 호환된다.
2003년부터 무선 마우스에 블루투스 인터페이스를 도입하여 오늘날까지 사용되고 있다. 비록 애플이 PC 사용을 지원하지 않지만, 거의 모든 블루투스 지원 컴퓨터와 호환된다.

## 모델

### 리사 마우스 (A9M0050)
1983년에 애플 리사용으로 선보인 마우스는 최초로 상용화된 마우스중 하나이다. 다른 볼마우스가 고무 재질의 볼을 사용한 것과 달리 리사 마우스는 철제 볼을 사용한 것이 특징이다. 단자는 DE-9 방식을 사용하였다. 이 제품은 1970년대 Xerox PARC의 Alto 컴퓨터에서 사용된 마우스를 기반으로 한다. 애플에서 개발했지만 실제로는 외주 제작사인 호비-켈리(Hovey-Kelley, 1991년에 IDEO로 사명 변경)에서 설계했으며, 완벽한 장치를 만들기 위해 수백 개의 시제품을 제작하고 포커스 그룹과 철저한 테스트를 수행했다. 이를 통해 디자인 설계를 시간과 예산에 맞게 가져온 성과를 거두었으며, 이 영향으로 장치의 디자인이 거의 20년 동안 변하지 않게 되었다. 20년 넘게 애플의 마우스를 원 버튼 장치로 확립한 것은 바로 이 마우스였다. 포함된 버튼 수부터 클릭 소리의 크기까지 마우스의 모든 측면을 연구하고 개발했다.

### 매킨토시 마우스 (M0100)

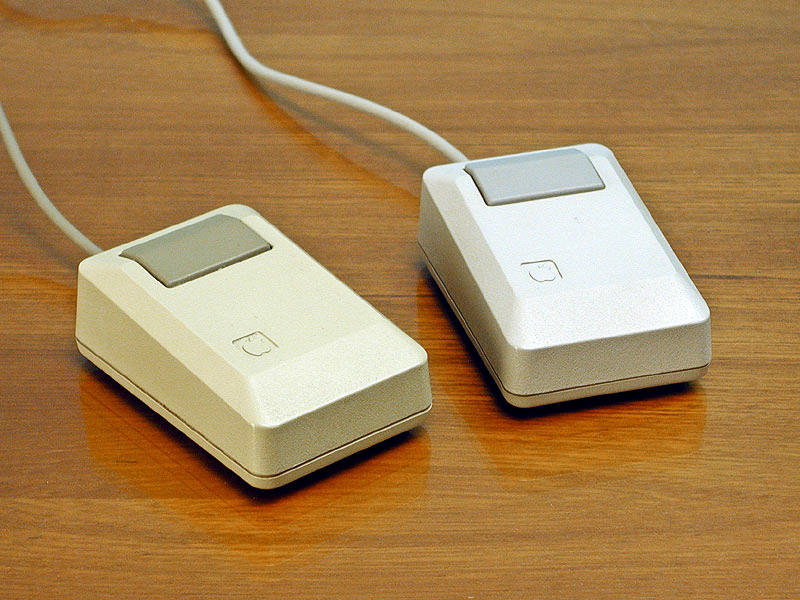
매킨토시 마우스 (beige & Platinum)

매킨토시 마우스는 거의 애플 리사 버전과 크게 다르지 않았다. 색상은 리사의 베이지(beige) 색상보다 약간 어두운 색이며, 매킨토시의 케이스에 맞게 가장자리 주위를 크게 깎여낸 모습을 하고 있다. 리사 마우스가 철제 볼을 사용한 것과 달리 고무 재질의 볼로 대체되었다. 단, 리사와 마찬가지로 동일한 DE-9 방식 단자를 사용하였고, 대신 손으로 돌려 고정시킬 수 있는 나사가 추가되어있다. 1986년에 선보인 매킨토시 플러스에서부터는 애플의 마우스 제품군에 모든 제품 라인에 걸쳐 약간 수정을 가하였다. 케이블 단자를 더 둥근 형태로 통합하였다. 다음 해, 애플은 모든 마우스 제품군을 균일한 “플래티넘” 회색 색상을 채택하였다.

### 애플 마우스 IIc

#### M0100
매킨토시가 나온지 4개월 후, 애플 IIc형 표준 80열 텍스트를 조작하는 마우스를 추가 옵션으로 도입하였다. 이 마우스는 매킨토시 마우스와 흡사하나, 색상은 크리미-베이지(creamy-beige)로 IIc의 브라이트 오프-화이트(b오른쪽 off-white) 케이스 색상과 같이 맞추었고, 매킨토시의 뭉특한 형태보다 좀더 매끈하게 수정된 디자인을 가지고 있다. 또한 마우스 버튼과 케이블 색상도, 맥&리사처럼 마우스 색상과 대조되는 회갈색 형태를 버리고, 균일하게 같은 색을 채용하였다. 매킨토시와는 달리, IIc 마우스는 조이스틱 같은 게이밍 장치와 공용으로 쓰는 포트를 사용하였다. IIc형이 꽃혀있는지 알 수 있게 하기 위해, 그 마우스가 적절한 신호를 보내도록 하였다. 이러한 차이에도 불구하고, 매킨토시 버전과 완전히 같은 모델 번호를 사용했다.

#### A2M4015
IIc에 포함된 애플 마우스로, 마우스 형태 및 단자 형태에서 작은 변형이 있다.

#### A2M4035
1988년 판은 당시 출시된 플래티넘 그레이(Platinum gray) 매킨토시 마우스와 동일한 모양과 색상을 가졌다. 이전과 달리, IIc에서도 동작하는 플래티넘 매킨토시/애플 IIe 마우스의 미국 제작 버전이다. IIc 마우스의 모든 버전은 매킨토시 전기종 또는 애플II카드에서 작동하였다. 그 결과, 애플은 간단히 모든 플랫폼에서 사용하기 위해 애플 마우스의 추가 옵션 같은 중간 모델을 판매했다.

### 애플 마우스 II (M0100/A2M2050)
1984년 중반에 이르러, 애플은 마우스를 전체 제품군에 가져오기로 한 노력의 결과, 애플 II 마우스 인터페이스(Mouse Interface) 주변장치 카드를 출시하게 되었다. 이것은 전용 마우스 포트였기 때문에 애플은 단순히 매킨토시 마우스를 다시 재포장했을 뿐이지만, IIc 마우스에 사용된 것과 동일한 크림-베이지 케이블과 단자를 사용하여, 이를 애플 II, II 플러스, IIe 컴퓨터와 함께 사용할 수 있도록 마우스페인트(MousePaint)라는 특수 소프트웨어와 함께 번들로 제공했다. 원래의 IIc 마우스와 마찬가지로, 그것은 매킨토시와 같은 모델 번호를 사용했다. 그러나 마우스 IIc와는 달리 매킨토시 버전과 상호호환할 수 있지만, IIc에서는 사용할 수 없다. 매킨토시의 인기와 마우스의 부족으로 애플은 나중에 상호호환이 가능한 "애플 마우스 IIc"의 오리지널 제품도 이 번들로 다시 판매되었다. "애플마우스 II"와 그 후속 제품은 어떤 컴퓨터에서도 표준 장비로 포함되지 않았다.

### 애플 마우스 (A2M4015)
원래 애플 매우스 IIc는 모든 플랫폼에서 호환이 가능했기 때문에, 애플은 1985년에 마우스 이름을 개명하여 모든 컴퓨터에서 옵션으로 구입하고 애플 II 인터페이스 카드와 별도로 제공하였다. 업데이트된 기계 장치와 새로운 균일하고 둥근 케이블 단자가 특징이다. 애플은 이후에 이 마우스를 간단히 애플 프로 마우스(Apple Pro Mouse)란 이름으로 다시 시장에 내놓았다.

### 애플 마우스 IIe (A2M2070)
1986년까지 애플은 새로운 케이블 단자로 제품 라인을 업데이트했다. 애플 IIe가 출시된지 3년이 된 상황에서, 애플마우스 II는 IIe 전용으로 다시 재패키징되었고, 기본적으로 수정사항 없이 재패키징된 매킨토시 마우스를 사용했다. 미국제판 플래티넘 마우스는 동일한 모양의 IIc 마우스와도 호환된다.

### 애플 데스크탑 버스 마우스 (G5431/A9M0331)
1986년 9월에 선보인 마우스로 애플 키보드와 함께 애플 데스크탑 버스(ADB) 단자를 채용한 마우스이다. 마우스의 외형도 기존의 마우스에서 약간 변형된 형태로 좀더 손에 잡히기 쉽게 설계되었다. 최초의 공식 스노우 화이트 디자인 랭귀지(Snow White design language) 마우스 (기술적으로 첫 도입은 애플 마우스 IIc에서 부터였다.)는 하나의 단추를 포함하여 균일한 백금 회색 색상으로 이루어졌고, 케이블과 커넥터만 대조적으로 어두운 회색 "연기"색을 유지했다. 애플 IIGS 컴퓨터에 도입되었으며, 나중에 6년 동안 모든 매킨토시 데스크톱 컴퓨터에서 표준 마우스로 포함되었다.

### 애플 데스크탑 버스 마우스 II (M2706)

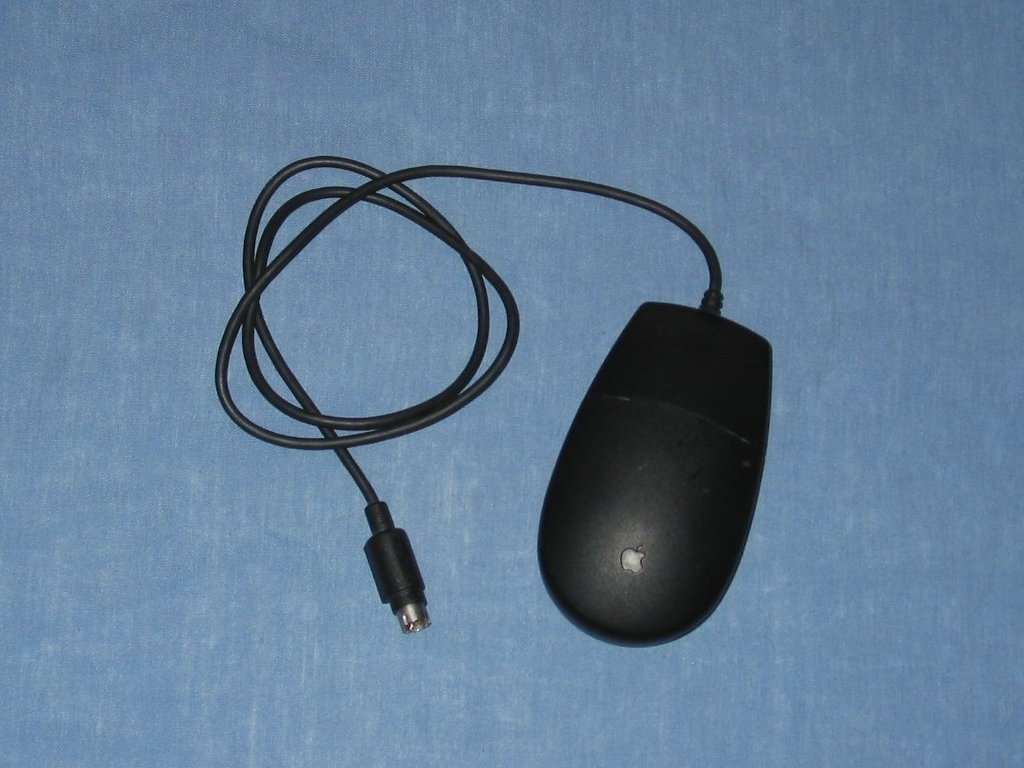
검정색 ADB 마우스 II

10년 만에 세 번째 큰 재설계에서, 애플 마우스는 각진 외관을 벗어나 유선형 형태로 바뀌었다. 1993년부터 1998년까지 모든 매킨토시 데스크탑 컴퓨터에 포함되었다. 또한 맥에서 검정색으로도 출시된 최초의 마우스였으며 매킨토시 TV와 퍼포마 5420에서 검정색으로 판매되었다.

### 애플 USB 마우스(M4848)

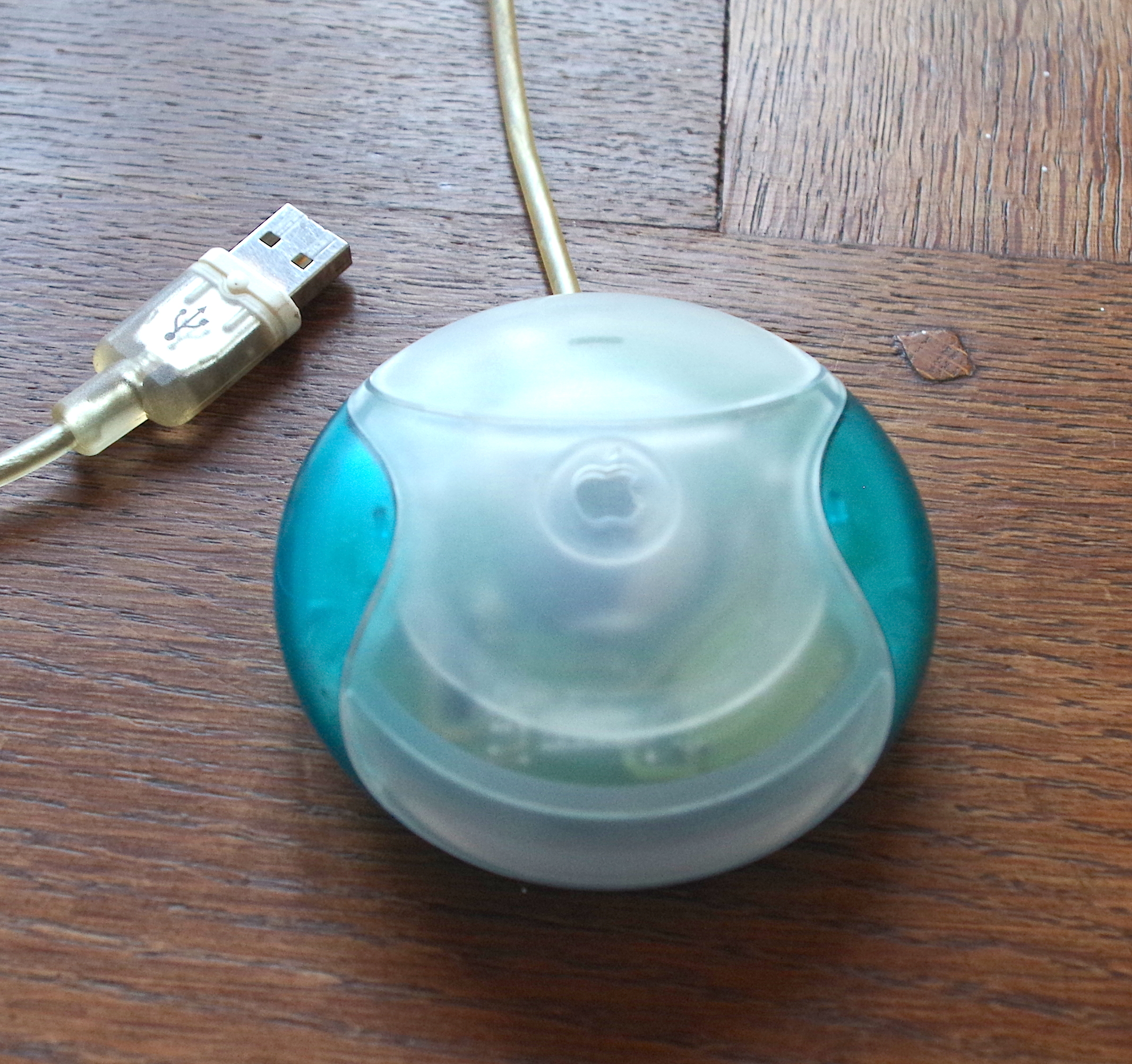
애플 USB 마우스

애플 최초의 USB 방식 마우스이다. 1998년 아이맥 G3와 함께 출시되었다.
전체적으로 둥근 형태를 지니어서 "하키 퍽 마우스"라는 별명을 가지기도 하였다. 그래서 그립감이 매우 떨어진 단점으로 인해 애플의 최악의 실수 중 하나로 선정되기도 하였다.
애플 USB 마우스에서 또 하나 지적되는 문제점으로 USB의 케이블이 너무 짧다는 것이었다. 이토록 케이블이 짧은 이유는 애플이 마우스를 키보드를 통해 연결하는 방식을 사용하고 있기 때문이었다고 한다. 당시 애플 사의 키보드가 양쪽에 USB 단자가 있어서 마우스 외에 다른 USB 기기를 연결 할 수도 있었다.
아이맥 G3의 외형을 반영하여 무색과 특정 색을 조합한 반투명 플라스틱을 사용하였다. 아이맥 첫 출시 당시 아이맥의 색깔이 청록색이었기 때문에 마우스 역시 청록색을 띄었으나, 이후 아이맥의 여러 색들이 출시되면서 해당 색에 맞는 마우스들도 출시되었다.

### 애플 프로 마우스 (M5769)

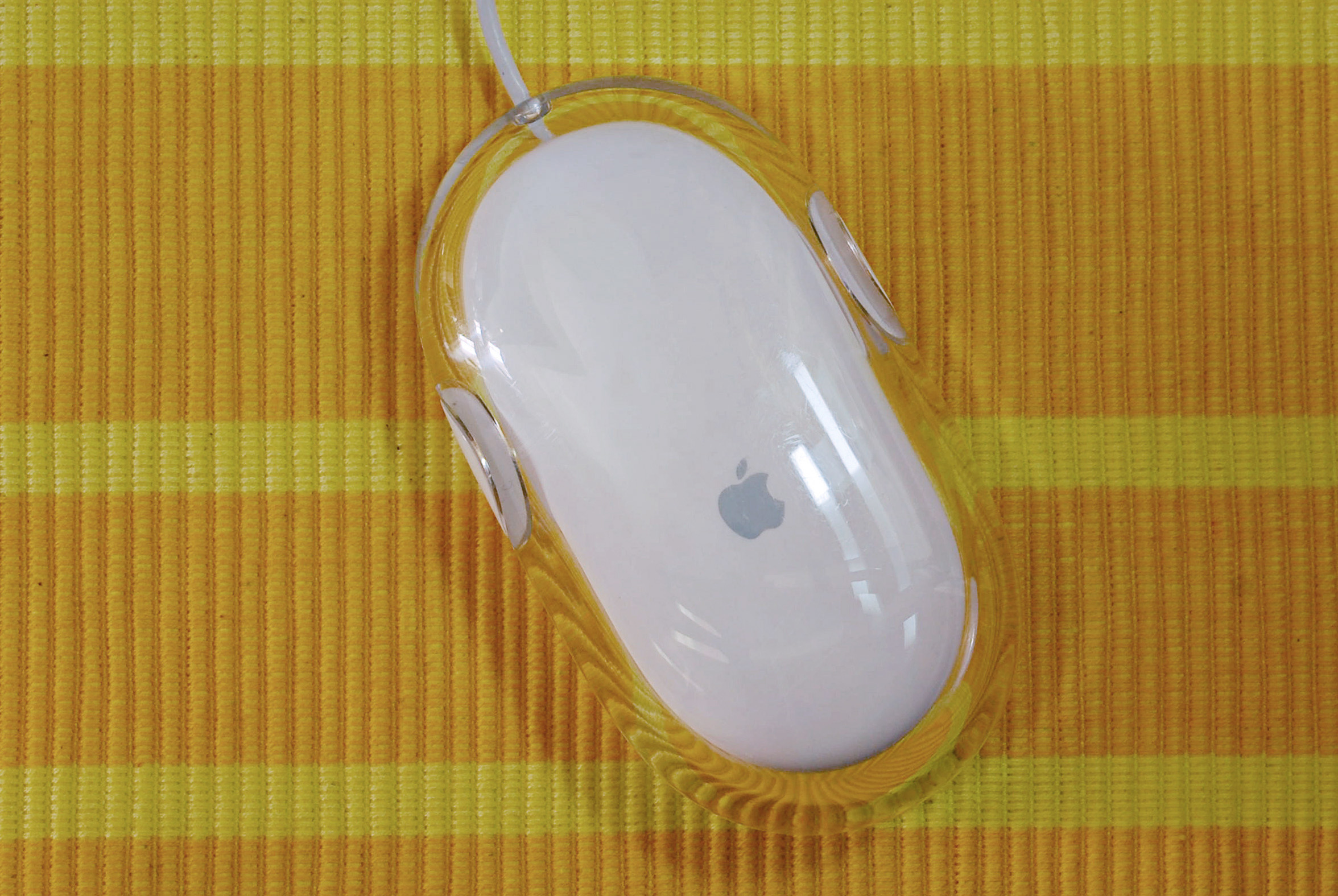
애플 프로 마우스

2000년에 파워맥 G4의 출시화 함께 소개된 마우스. 이전 USB 마우스의 원형 디자인에서 전통적인 마우스 디자인 스타일로 돌아왔으며, 전면 검정색으로 이루어졌다.
ADB II 마우스와 유사한 디자인이었으며, 블랙 애플 프로 마우스는 유선형의 투명한 플라스틱 쉘에 의해 싸여있다. 기존까지의 원 버튼 마우스를 고집한 것에 대한 비판에 대해, 애플은 아예 일반적인 2버튼 마우스의 디자인에서 반대로 하여, 전체적으로 매끄러운 형태에 버튼 자체가 없는, 즉 "첫번째 0-버튼 마우스(the first 0-button mouse.)"를 탄생시켰다. 이 마우스의 버튼 기능은 투명한 플라스틱 쉘 자체를 누르는 식으로 동작한다.
그리고 지금까지의 볼마우스 방식을 탈피하고 광마우스를 도입한 최초의 애플 마우스였다. 초기에는 전면 검정색의 마우스만 출시되었으나, 아이맥 G4가 발매된 이후 흰색 프로 마우스도 출시되었다. 2003년부터는 약간의 재설계를 하면서 케이블의 내구도가 향상됨과 함께, 검정색 판이 중단되고 'Pro'이름도 떨어져나갔다.
애플 마우스많은 이전 제품과 마찬가지로 '프로 마우스'란 이름이 중단된 이후 '애플 마우스'란 간단한 이름을 다시 사용하게 되었다. 이는 2005년에 발매된 애플 마이티 마우스도 마찬가지로 2012년 부터 애플 마우스로 불리우고 있다.

### 애플 무선 마우스 (A1015)
2003년에 애플 무선 키보드와 함께 출시된 애플 최초의 무선 마우스이다. 전체적인 디자인은 애플 프로 마우스를 바탕으로 하였다. 블루투스를 기반으로 하였으며, 블루투스 버전은 1.1, 전원부는 AA 건전지 2알을 소비한다.
이후 파워맥 G5와 함께 마이티 마우스가 출시될 때까지 발매되었다.

### 애플 마이티 마우스

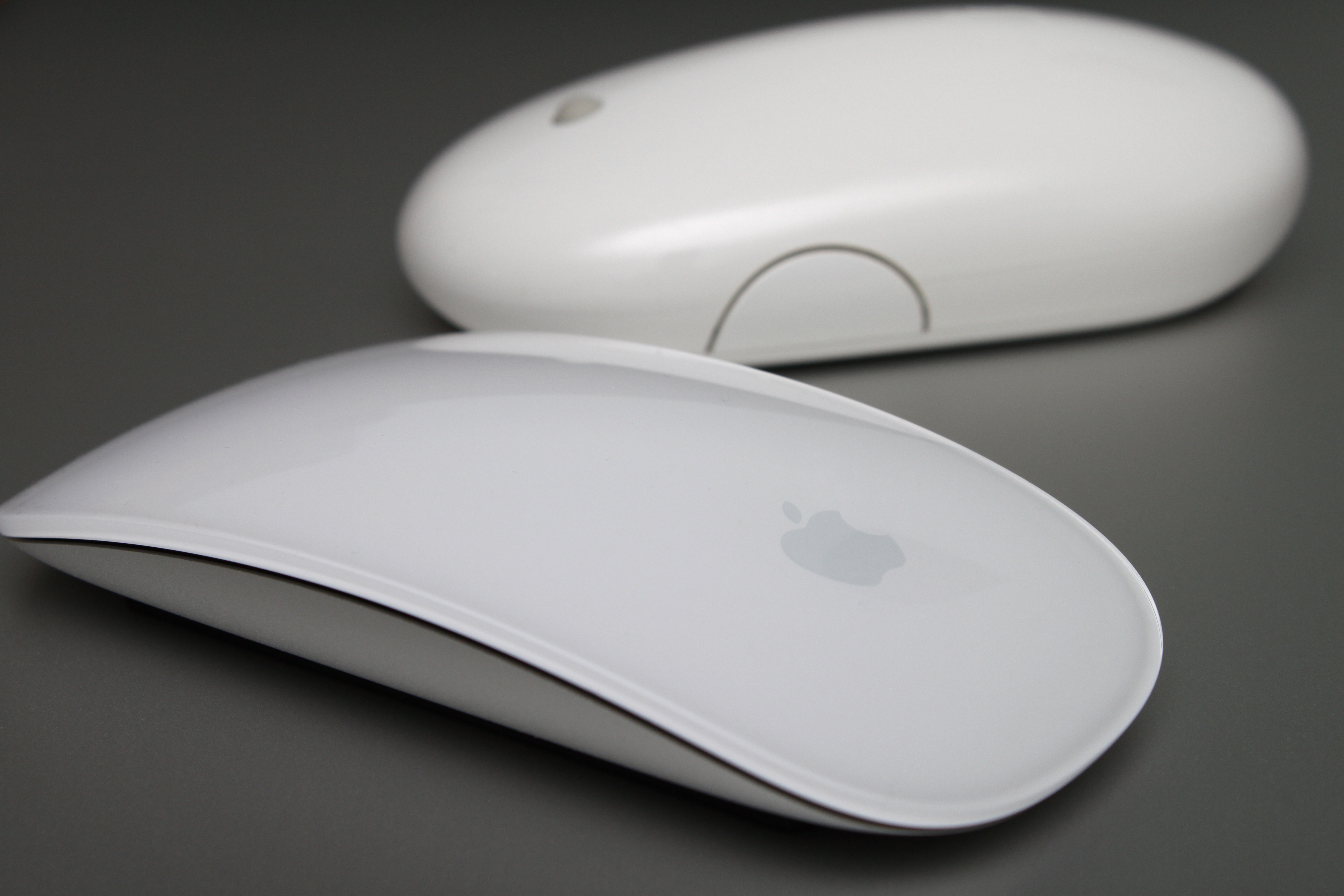
무선 마이티 마우스(위)와 매직 마우스(아래)

이전에 모든 새로운 매킨토시 데스크탑 모델에 포함되었지만, 리사 이후 디자인에 통합된 애플의 단일 버튼 철학과 크게 다르다.
A1152일반적인 두 개의 버튼과 스크롤 휠을 사용하는 마우스를 판매해야 한다는 요구가 커지면서 애플은 버튼 대신 터치 패드와 같은 용량 컨트롤을 사용하여 마우스를 개발하기로 결정했으며 스크롤 휠 대신 작은 통합 트랙볼을 사용했다.
A11971년 후, 선택 사양인 무선 버전이 유선 버전과 동일한 이름으로 출시되었다.
애플 마우스에는 스크롤 휠 주변의 상단 영역 아래에 터치 센서가 있다. 이렇게하면 컴퓨터가 오른쪽 또는 왼쪽 클릭을 해야 하는지 알 수 있다.

### 애플 매직 마우스
A1296

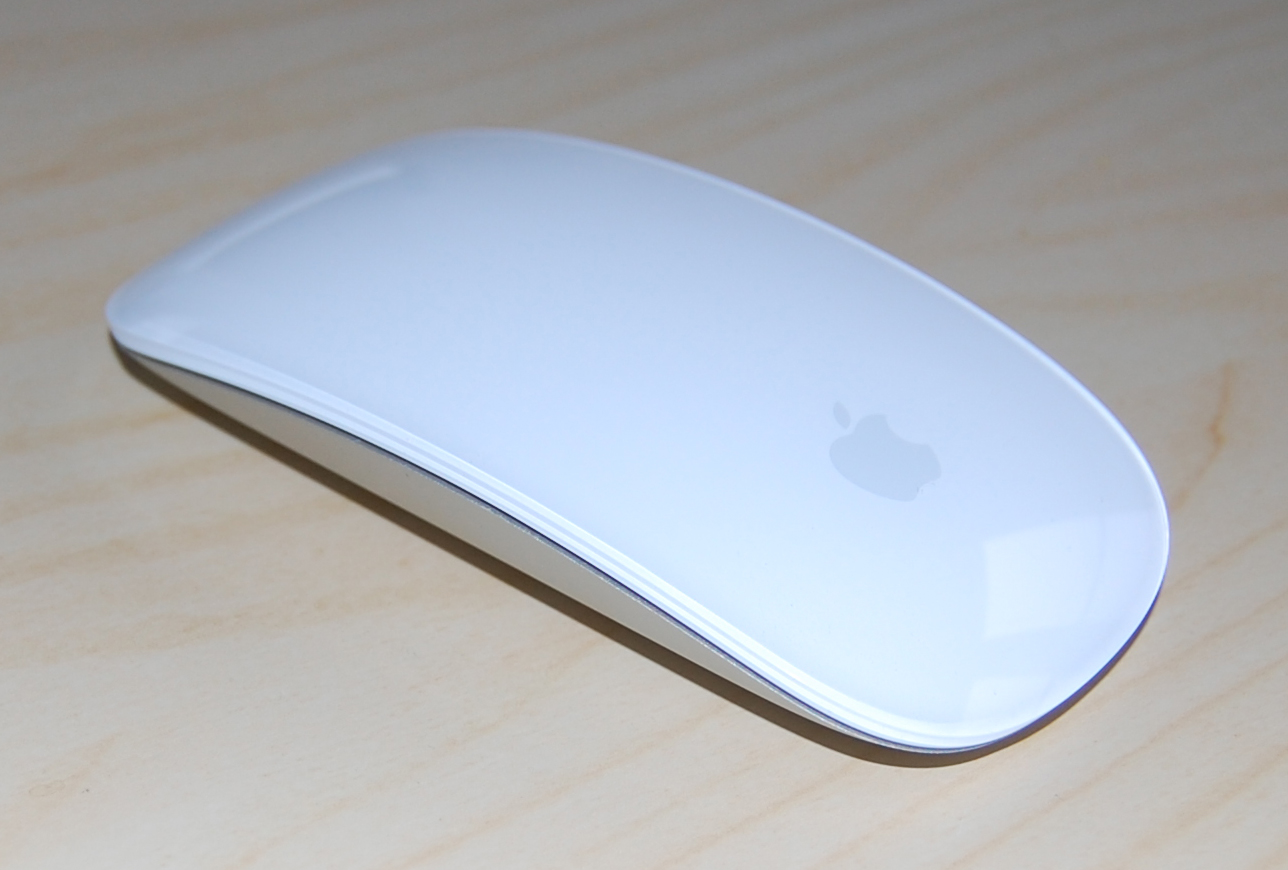
애플 매직 마우스

2009년 10월 20일에 무선 마이티 마우스와 함께 출시했다. 매직 마우스는 아이폰 및 맥북의 트랙 패드와 유사하게 무선 블루투스 기능 및 레이저 추적과 멀티 터치 제스처 컨트롤을 제공한다. 매직 마우스는 새로운 아이맥에 포함되어 있다. 그러나 유선 마이티 마우스(현재 "애플 마우스"로 이름이 바뀜)는 구매할 때 옵션으로 계속 사용할 수 있다.

### 매직 마우스 2
2015년 10월 13일에 애플은 라이트닝 단자를 통해 충전되는 2세대 매직 마우스를 출시했다. 그러나 라이트닝용 포트는 마우스 밑면에 있어서, 충전 중에는 사용할 수 없는 문제가 있다.

## 같이 보기
- 애플 키보드
- 애플의 제품